# 445P/Lemmon-PANSTARRS
445P/Lemmon-PANSTARRS è una cometa periodica appartenente alla famiglia delle comete gioviane. La cometa è stata scoperta il 7 settembre 2014 , la sua riscoperta il 6 giugno 2022  ha permesso di numerarla anche grazie alla conseguente scoperta di immagini di prescoperta risalenti al 2006 e addirittura al 1998 . Unica caratteristica di questa cometa è di avere una MOID col pianeta Giove di sole 0,037 u.a..